# トロイ (オハイオ州)
トロイ（Troy）は、アメリカ合衆国オハイオ州マイアミ郡の都市。オハイオ州の西部に位置する。人口は25,058人（2010年国勢調査）で、マイアミ郡最大の都市（オハイオ州では61番目に大きな都市）であり郡庁所在地である。デイトンの北31kmに位置し、デイトン都市圏に属する。
6月最初の週末には恒例行事であるストロベリーフェスティバルが開催される。

## 歴史

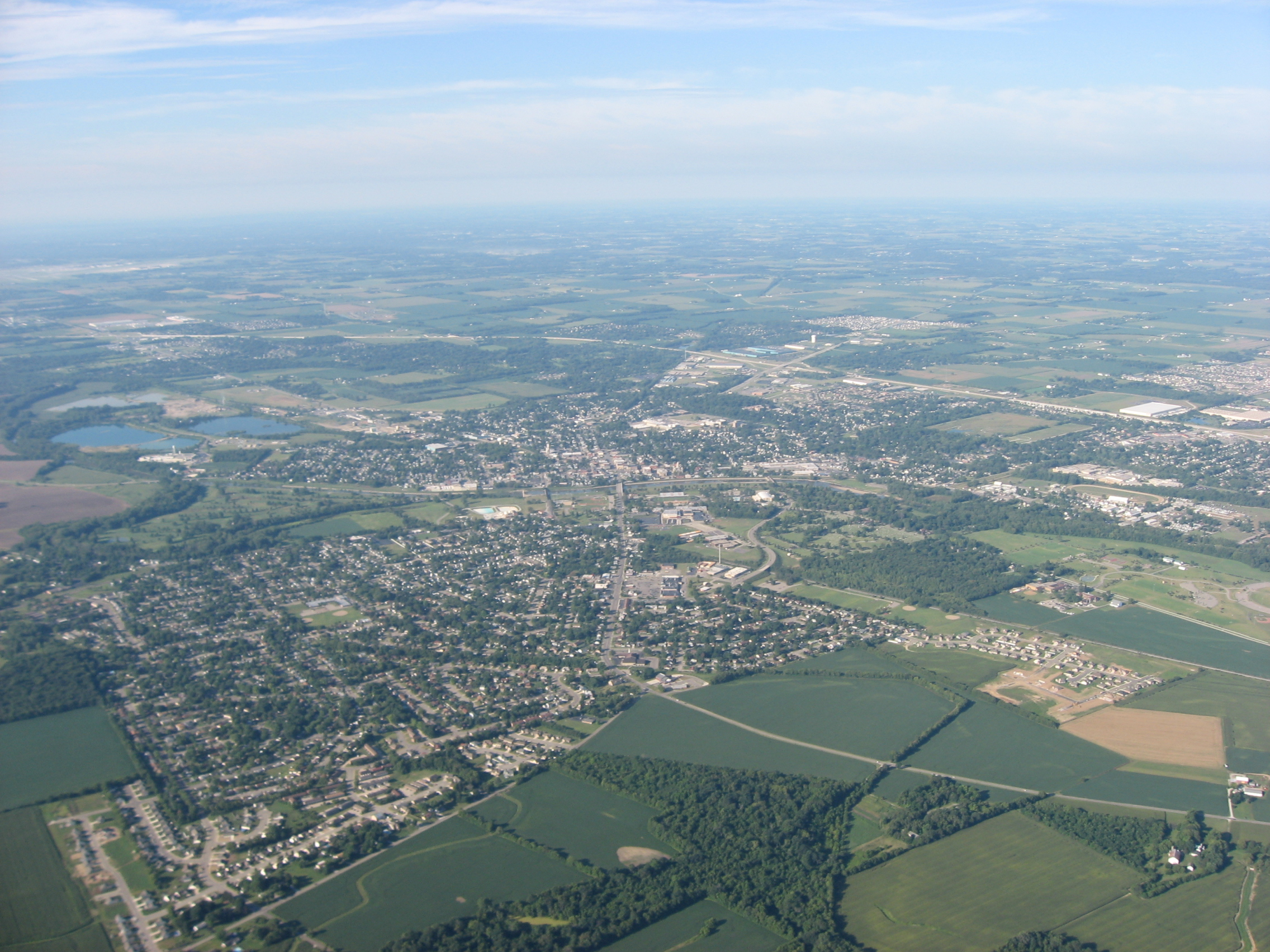
高度4500フィートから見たトロイ市内

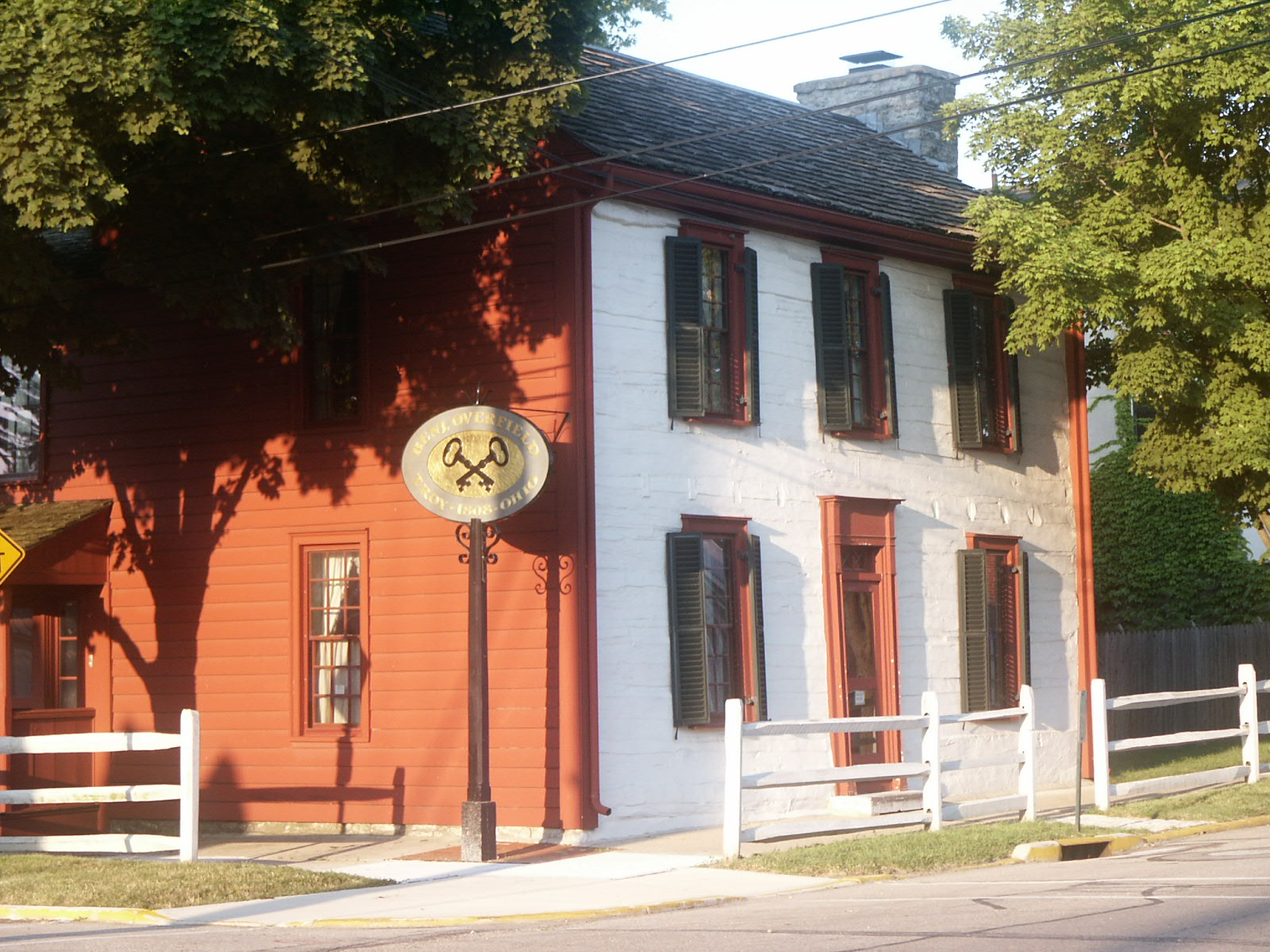
Overfield Tavern（オハイオ州で最も古い居酒屋、現在は博物館）

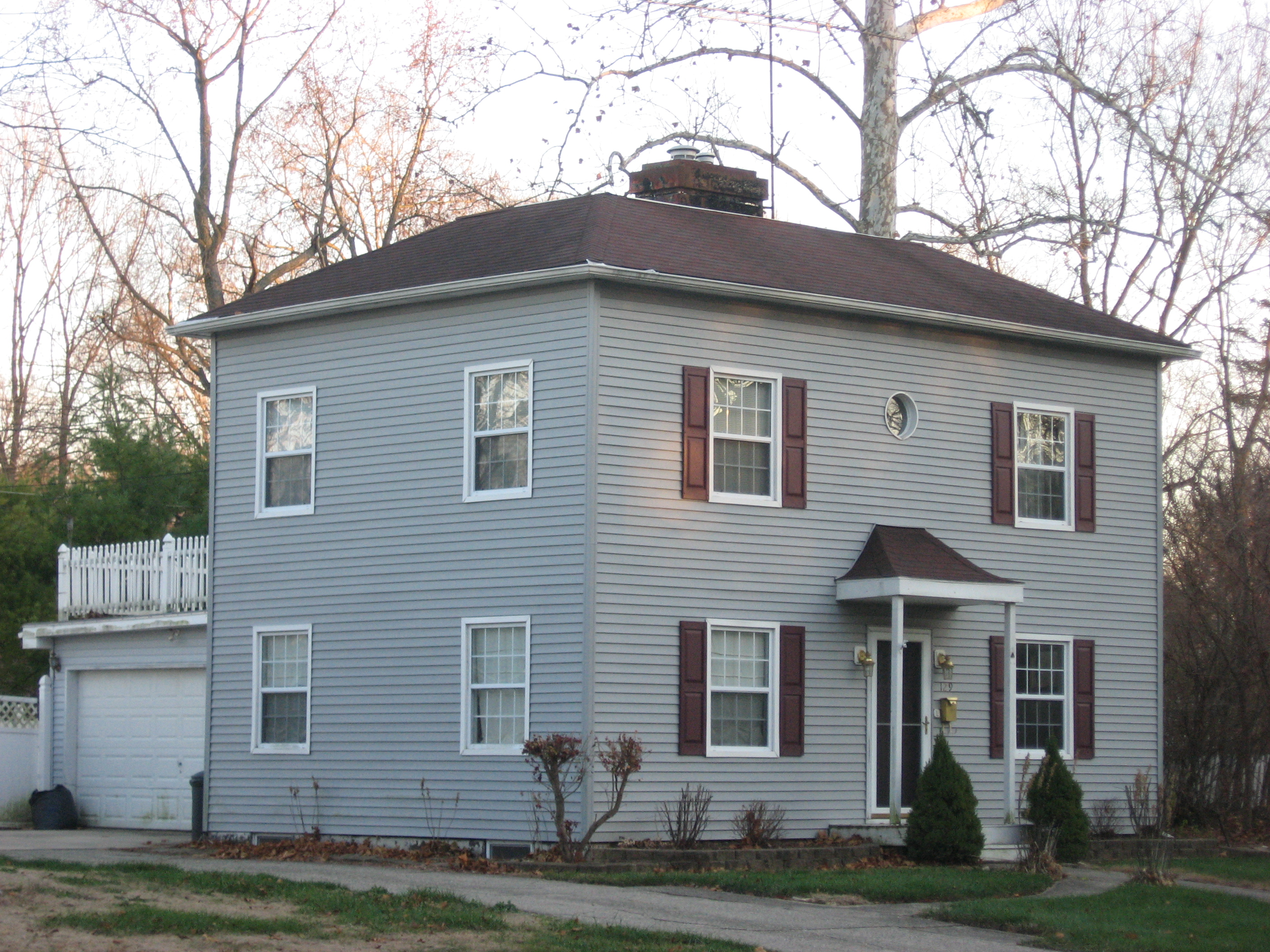
現存する溶接鋼の家

トロイは1807年に創設。1824年、トロイ郵便局設置。
1913年、大洪水により水害を受ける。

## 出身著名人
- クリス・カーター（元アメリカンフットボール選手）
- ナンシー・J・カリー（アメリカ陸軍軍人、宇宙飛行士）
- ミス・メイ・アイ（メタルコアバンド）